# VFR
VFR er en forkortelse for visuelle flyveregler (en: Visual Flight Rules). Flytrafik kan enten høre til typen VFR eller IFR. IFR er såkaldt instrumentflyvning, som tillader flyvning i bl.a dårligt vejr, mens flyvning under VFR kun kan finde sted når vejret opfylder specifikke krav, kaldet VMC-minima.
Ved en VFR-flyvning er pilotens primære navigationshjælpemidler de visuelle referencer på jordoverfladen, der kan ses fra cockpittet, til forskel fra en IFR-flyvning hvor bl.a. RNAV-udstyr, GPS, radiofyr mv. er de primære navigationshjælpemidler.
| Luftfart | Spire Denne artikel om flyvning er en spire som bør udbygges. Du er velkommen til at hjælpe Wikipedia ved at udvide den. |